# 坂本忠雄
坂本 忠雄（さかもと ただお、1935年4月15日 - 2022年1月29日）は、日本の編集者。
月刊文芸誌『新潮』編集長を長年務めた。三田文学新人賞選考委員、開高健記念会会長。こども読書推進賞表彰選考委員。山口県下関市生まれ。

## 経歴
- 東京都立新宿高校を経て、慶應義塾大学文学部独文学専攻を卒業[1]。1959年、新潮社入社[2]。1981年から1995年まで『新潮』編集長に在任。以後14年間一貫して同職を務める（1989年に中瀬ゆかりが同編集部に異動となり坂本の下で働いていた[3]。）『新潮』では川端康成、小林秀雄 (批評家)、大岡昇平、安岡章太郎、開高健、石原慎太郎、大江健三郎、江藤淳他、多数の作家を担当。1998年顧問を経て同社を退社。『三田文学』新人賞選考委員、開高健記念会会長[4][5]を務めた[1]。
- 父は元衆議院議員の坂本実。次女坂本徳子は翻訳家。
- 福田和也は世に出る前、江藤淳に目にかけられていたが、感謝しながらも、「やはり先行する世代と戦わなければ、本当の意味で一人前の批評家とはいえないと考え、自分のスタイルの確立の必要性を感じていた。福田は当時『新潮』編集長の坂本から日頃、「江藤さんは白昼堂々と小林秀雄の舞台を盗んだんだ。批評家はそうでなくてはいけない」と言われていたこともあったと書いている（『文藝春秋』2000年9月）。
- 文章指導の厳しさに定評があり、何度も書き直しを命じ、相手が大家であっても書き直しを依頼した[6]。
- 2022年1月29日、心不全により死去。享年86歳[2]。

## 著書
- 『文学の器 現代作家と語る昭和文学の光芒』扶桑社、2009年（坪内祐三・福田和也ほか作家たちとの座談)
- 『小林秀雄と河上徹太郎』慶應義塾大学出版会、2017年
- 『昔は面白かったな 回想の文壇交友録』新潮新書、2019年（石原慎太郎との対談）

### 解説
- 「〈手記〉小林秀雄と斎藤十一」-『小林秀雄 百年のヒント 生誕百年記念』「新潮」2001年4月臨時増刊に収録
- 野々上慶一 「思い出の小林秀雄」新潮社、2003年。再編解説